# Шварц, Маттеус
Маттеус Шварц (Matthäus Schwarz; 19 февраля 1497 — ок. 1574) — главный бухгалтер аугсбургского торгового дома Фуггеров в период его расцвета. Известен в истории моды как заказчик рукописного иллюстрированного сборника Klaidungsbüchlein, или Trachtenbuch («книга одежд») — своего рода каталога костюмов, которые он носил в период между 1520 и 1560 годами. В научно-популярных источниках сочинение Шварца именуется первым в мире изданием о моде.

## Ранние годы
Шварц родился в Аугсбурге, приходился сыном Ульриху Шварцу-младшему, виноторговцу. Его предки были плотниками из Реттенбергена в Баварии, но переехали в Аугсбург в 1400 году. Его дед, также Ульрих Шварц, стал главой гильдии плотников в Аугсбурге и занимал пост бургомистра с 1469 по 1477 год, но был отстранён от власти после конфликта с местными влиятельными семьями и в итоге в 1478 году казнён.
Шварц получил образование в Аугсбурге и Хайденхайме. Его мать скончалась в 1502 году. Хорошего знания латыни, благодаря которому его брат стал монахом, Шварцу недоставало, поэтому он сначала работал вместе с отцом, а затем стал учеником торговца в Милане и Венеции, где освоил приёмы бухгалтерского учёта.

## Профессиональная карьера

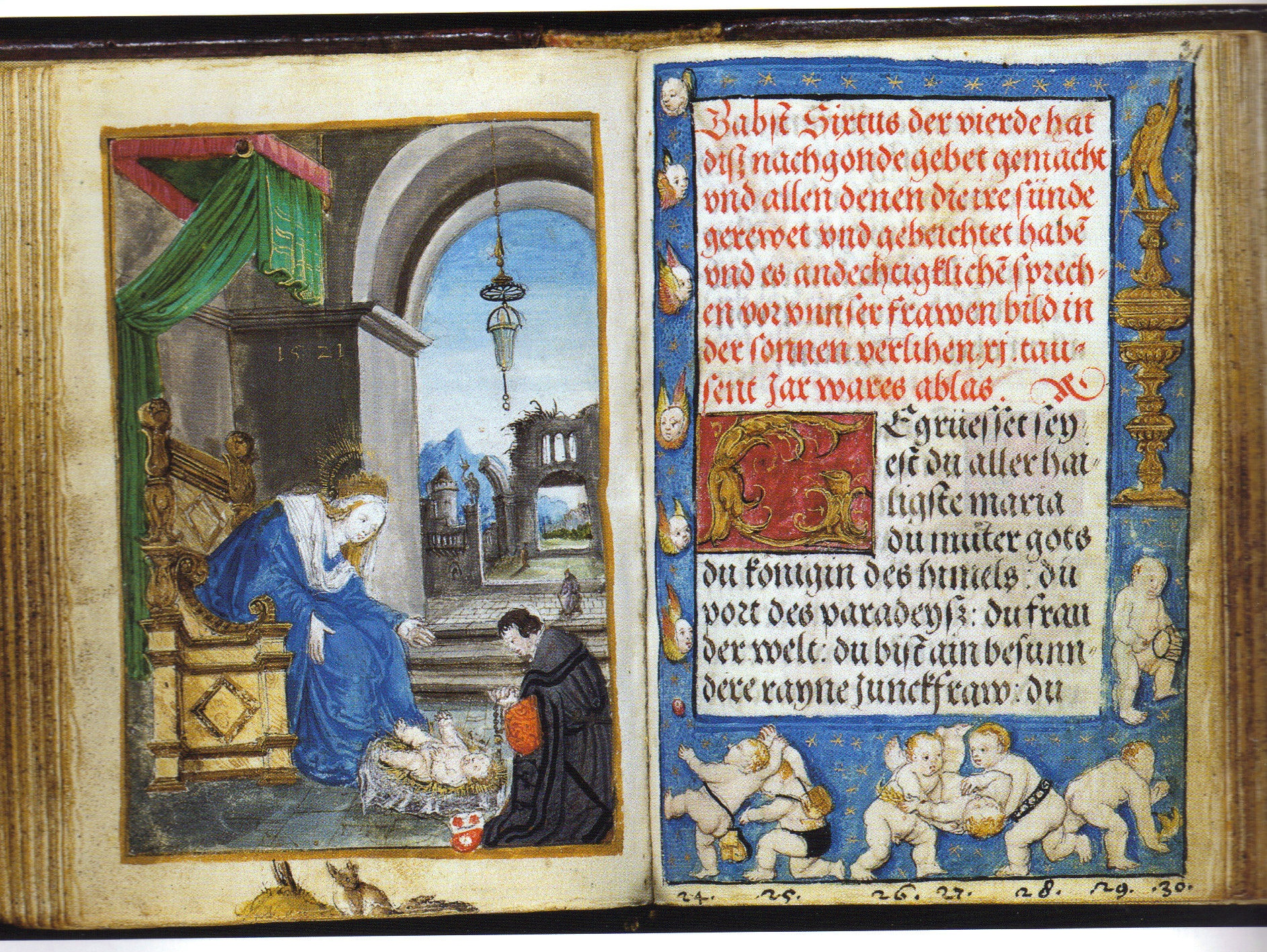
Молитвослов молодого Шварца

В 1516 году Шварц начал работать на богатого аугсбургского купца Якоба Фуггера, написав к 1518 году рукописную работу по бухгалтерскому учёту, озаглавленную Dreierlay Buchhaltung («Трёхкратная бухгалтерия»). Эта работа оставалась неопубликованной вплоть до начала XX века.
Отец Шварца скончался в 1519 году. В тот же самый год Шварц начал работу над автобиографией, «De Wellt lauff» («Путь мира»), которая до нашего времени не сохранилась. На протяжении всей жизни он продолжал работать на Фуггеров (в частности, на Антона Фуггера, возглавившего семейное дело после смерти Якоба).

## Книга нарядов
Предметом особой любви Шварца являлась одежда: он тратил на неё большую часть своего дохода и вёл письменный учёт своего внешнего вида и костюмов на протяжении всей своей взрослой жизни; он даже держал слугу, обязанностью которого было одевать его. К тому времени устоялась точка зрения, что интерес к моде и роскошным одеждам позволителен только для представителей высшего общества и аристократии, а специальные законы регулировали ношение тех или иных видов одежды или драгоценностей представителями конкретных социальных классов и статусов. Шварц одевался осторожно, чтобы не нарушать закон: например, носил модные рукава, если вдруг оказывались запрещены причудливого вида чулки. 
В период с 1520 по 1560 год Шварц поручал художникам создавать точные акварельные картинки на пергаменте, изображавшие его в модном платье, — возможно, они планировались им в качестве приложения к автобиографии. Эти работы насчитывают 36 иллюстраций кисти Нарцисса Реннера, который в 1520 году начал художественную реконструкцию жизни, прожитой Шварцем к тому времени, начиная со дня его рождения, то есть включая периоды младенчества, обучения в школе и в бытность подмастерьем. На протяжении последующих 40 лет Шварц заказал ещё 101 картинку, над которыми до 1536 года работал в основном сам Реннер, а затем — художники из мастерской Христофа Амбергера.
Среди картин имеются портреты Шварца в обнажённом виде с видом спереди и сзади в 1526 году в возрасте 29 лет (когда он, растолстев, решил придерживаться диеты; это одни из первых живописных изображений полностью обнажённого мужчины в искусстве Северной Европы), портрет, изображающий его восстановление после инсульта в возрасте 52 лет, а также картины, на которых Шварц одет в особые одежды по ряду торжественных случаев: праздничные к визиту императора Максимилиана на Аугсбургский рейхстаг, к свадьбе Антона Фуггера в 1527 году, к визиту эрцгерцога Фердинанда в Аугсбург в 1530 году; траурное одеяние после смерти его отца в 1519 году; также существует картина, на которой постаревший Шварц оплакивает смерть Антона Фуггера в 1560 году. Шварцем к этим картинам были добавлены рукописные комментарии, поясняющие, когда бывал надет каждый из этих нарядов, и его латинский девиз, Omne Quare Suum Quia («каждое „потому“ имеет „почему“»).
Хотя Шварц был прозван «тронувшимся на одежде» (Kleidernarr), историк Гробнер убеждён, что тщательная каталогизация своих нарядов была проявлением его привычки как бухгалтера документировать всё и вся. Прожив долгую и успешную жизнь, он успел завершить работу над собранием портретов, которые должны были прилагаться к хронике его жизни, под названием Klaidungsbüchlein. Впоследствии за книгой закрепилось название «Trachtenbuch» («Книга нарядов»). Шварц призывал своего сына продолжить этот проект, но тот не проявил должного интереса.
Оригинальная «книга одежд» хранится в музее герцога Антона Ульриха в Брауншвейге. Существуют также две копии 1740 года: одна в Национальной библиотеке в Париже и вторая в библиотеке им. Готфрида Вильгельма Лейбница в Ганновере. Обстоятельное исследование этой рукописи было опубликовано искусствоведом Августом Финком в журнале «Die Schwarz’schen Trachtenbücher» (Берлин, 1963).

## Последние годы
В 1538 году Шварц женился на Барбаре Мангольд. Парные портреты Шварца и его жены 1542 года кисти Христофа Амбергера ныне принадлежат музею Тиссена-Борнемисы и коллекции Кистерс.
В 1541 году Шварц получил дворянство от императора Карла V; скончался в Аугсбурге приблизительно в 1574 году (точная дата смерти не установлена).
Персонаж исторического романа Филиппа Ванденберга «Беглая монахиня» (Die Frau des Seiltänzers, 2011).